# Премія Джона В. Кемпбелла найкращому новому письменнику-фантасту
Премія Джона В. Кемпбелла найкращому новому письменнику-фантасту (англ. John W. Campbell Award for Best New Writer) —  премія в області наукової фантастики, яку щорічно присуджують найкращому новому письменнику у жанрі наукової фантастики чи фентезі, чиї дебютні роботи були опубліковані протягом двох попередніх календарних років.
Твір може бути опублікований в будь-якій країні світу накладом понад 10 000 примірників або автор повинен бути членом Американської асоціації письменників-фантастів. Премія має ім'я письменника і редактора наукової фантастики Джона Вуда Кемпбелла-молодшого, який зробив вагомий внесок у розвиток «Золотої доби наукової фантастики». Спонсором нагороди є компанія «Делл мегезінз». Номінацію та відбір кандидатів проводить поточний комітет світового конвенту наукової фантастики «Волдкон», і премію присуджують під час церемонії вручення премії «Г'юго», що вважається окремою нагородою. Члени поточного і попередніх «Волдконів» можуть номінувати дебютантів на нагороду Кемпбелла. 
Починаючи з 2005 року премія також включає тіару, створеною за ініціативою лауреата 2004 року Джея Лейка  і переможниці 2005 року Елізабет Бір. Тіара передається від переможця кожного року на наступний. Твори переможців та номінантів премії Кемпбелла були зібрані у серіях Антології New Voices під редакцією Джорджа Мартіна. В ній було п'ять томів, які охоплюють нагороди з 1973 по 1977 рік і які були опубліковані в період між 1977 і 1984 років. За 45 років існування премії, були номіновані 189 авторів. З них 45 авторів отримали премію.  51 письменників були номіновані двічі, 17 з яких виграли нагороду в другій номінації.

## Лауреати та номінанти
| Переможці* — виділені окремим кольором. |

| Рік  | Лауреати та номінанти   | Лауреати та номінанти мовою оригіналу | Назва роману                                                             | Назва роману мовою оригіналу                                                     | Переклад українською   | Видавництво                                           |
| ---- | ----------------------- | ------------------------------------- | ------------------------------------------------------------------------ | -------------------------------------------------------------------------------- | ---------------------- | ----------------------------------------------------- |
| 1974 | Спайдер Робінсон*       | Spider Robinson                       | «Хлопак з очима»                                                         | The Guy with the Eyes                                                            |                        | Analog                                                |
| 1974 | Лайза Таттл             | Lisa Tuttle                           | «Чужинець у будинку у будинку»                                           | Stranger in the House                                                            |                        | Signet / New American Library of Canada               |
| 1974 | Джес Міллер             | Jess Miller                           | «Місто Піджен»                                                           | Pigeon City                                                                      |                        | St. Martin's Press                                    |
| 1974 | Томас Ф. Монтелеоне     | Thomas F. Monteleone                  | « Дитина вендиго»                                                        | Wendigo's Child                                                                  |                        | Rand McNally & Company                                |
| 1974 | Ґай Снайдер             | Guy Snyder                            | «Заповіт ХХІ»                                                            | Testament XXI                                                                    |                        | DAW Books                                             |
| 1975 | Філіп Плауґер*          | P. J. Plauger                         | «Епіцикл»                                                                | Epicycle                                                                         |                        |                                                       |
| 1975 | Алан Бреннерт           | Alan Brennert                         | «Ностальгічна подорож»                                                   | Nostalgia Tripping                                                               |                        | Tor                                                   |
| 1975 | Сюзі Маккі Чарнас       | Suzy McKee Charnas                    | «Прогулянка до кінця світу»                                              | Walk to the End of the World                                                     |                        | Ballantine Books                                      |
| 1975 | Фелікс Готшальк         | Felix C. Gotschalk                    | «Зовнішня концентрація», «Іспит»                                         | Outer Concentric, The Examination                                                |                        |                                                       |
| 1975 | Бренда Пірс             | Brenda Pearce                         | «Гаряча точка»                                                           | Hot Spot                                                                         |                        | DAW Books                                             |
| 1975 | Джон Варлі              | John Varley                           | «Пікнік поблизу»                                                         | Picnic on Nearside                                                               |                        | Galaxy Science Fiction                                |
| 1976 | Том Рімі*               | Tom Reamy                             | «Твілла», «Сан-Дієго Лайтфут Сью»                                        | Twilla, San Diego Lightfoot Sue                                                  |                        | Analog                                                |
| 1976 | Джон Варлі              | John Varley                           | «Пікнік поблизу»                                                         | Picnic on Nearside                                                               |                        | Galaxy Science Fiction                                |
| 1976 | Арсен Дарней            | Arsen Darnay                          | «Чудова свобода», «Гелій»                                                | The Splendid Freedom, Helium                                                     |                        | Ace Books; UPD Publishing                             |
| 1976 | Джоан Віндж             | Joan D. Vinge                         | «Олов'яний солдатик»                                                     | Tin Soldier                                                                      |                        | The Magazine of Fantasy & Science Fiction             |
| 1976 | М. Е. Фостер            | Michael Anthony Foster                | «Воїни Світанку»                                                         | The Warriors of Dawn                                                             |                        | DAW Books                                             |
| 1977 | Керолайн Дж. Черрі*     | C. J. Cherryh                         | «Брама Іврел»                                                            | Gate of Ivrel                                                                    |                        | DAW Books                                             |
| 1977 | Джек Л. Чокер           | Jack L. Chalker                       | «Хащі зірок»                                                             | A Jungle of Stars                                                                |                        | Ballantine Books                                      |
| 1977 | М. Е. Фостер            | Michael Anthony Foster                | «Воїни Світанку»                                                         | The Warriors of Dawn                                                             |                        | DAW Books                                             |
| 1977 | Картер Шольц            | Carter Scholz                         | «Замкнутий ланцюг»                                                       | Closed Circuit                                                                   |                        | Berkley Medallion                                     |
| 1978 | Орсон Скотт Кард*       | Orson Scott Card                      | «Гра Ендера»                                                             | Ender's Game                                                                     |                        | Analog                                                |
| 1978 | Стівен Дональдсон       | Stephen R. Donaldson                  | «Прокляття лорда Фаула»                                                  | Lord Foul's Bane                                                                 |                        | Holt, Rinehart & Winston                              |
| 1978 | Джек Л. Чокер           | Jack L. Chalker                       | «Хащі зірок»                                                             | A Jungle of Stars                                                                |                        | Ballantine Books                                      |
| 1978 | Елізабет Е. Лінн        | Elizabeth A. Lynn                     | «Ми всі повинні піти»                                                    | We All Have to Go                                                                |                        | Crime Club / Doubleday                                |
| 1978 | Брюс Стерлін            | Bruce Sterling                        | «Людина-зроблена самотужки», «Інволюційний океан»                        | Man-Made Self, Involution Ocean                                                  |                        | Harper & Row                                          |
| 1979 | Стівен Дональдсон*      | Stephen R. Donaldson                  | «Прокляття лорда Фаула»                                                  | Lord Foul's Bane                                                                 |                        | Holt, Rinehart & Winston                              |
| 1979 | Джеймс П. Хоґан         | James P. Hogan                        | «Успадковувати зірки»                                                    | Inherit the Stars                                                                |                        | Del Rey Books                                         |
| 1979 | Елізабет Лінн           | Elizabeth A. Lynn                     | «Ми всі повинні піти»                                                    | We All Have to Go                                                                |                        | Crime Club / Doubleday                                |
| 1979 | Сінтія Феліче           | Cynthia Felice                        | «Довгоногий», «Боги вогню»                                               | Longshanks, Godsfire                                                             |                        |                                                       |
| 1979 | Баррі Лон'їр            | Barry B. Longyear                     | «Проби»                                                                  | The Tryouts                                                                      |                        | Nelson Doubleday / SFBC                               |
| 1979 | Чарльз Шеффілд          | Charles Sheffield                     | «Які пісні співали сирени»                                               | What Song the Sirens Sang                                                        |                        | Galaxy Science Fiction                                |
| 1980 | Баррі Брукс Лон'їр*     | Barry B. Longyear                     | «Проби», «Ворог мій»                                                     | The Tryouts, Enemy Mine                                                          |                        | Isaac Asimov's Science Fiction Magazine               |
| 1980 | С. П. Сомтов            | S. P. Somtow                          | «Кроки сонця»                                                            | Sunsteps                                                                         |                        | Unearth Publications                                  |
| 1980 | Діана Дуейн             | Diane Duane                           | «Двері до вогню»                                                         | The Door into Fire                                                               |                        | Dell Publishing                                       |
| 1980 | Лінн Еббі               | Lynn Abbey                            | «Дочка яскравого Місяця»                                                 | Daughter of the Bright Moon                                                      |                        | Ace Books                                             |
| 1980 | Карен Джоллі            | Karen Jolley                          | «Творіння його рук проявляються»                                         | The Works of His Hand, Made Manifest                                             |                        | Zebra Books                                           |
| 1980 | Алан Раян               | Alan Ryan                             | «Історія драконів»                                                       | Dragon Story                                                                     |                        | Zebra Books                                           |
| 1981 | С. П. Сомтов*           | S. P. Somtow                          | «Кроки сонця»                                                            | Sunsteps                                                                         |                        | Unearth Publications                                  |
| 1981 | Роберт Л. Форвард       | Robert L. Forward                     | «Співочий діамант», «Яйце дракона»                                       | The Singing Diamond, Dragon's Egg                                                |                        | -                                                     |
| 1981 | Сюзен С. Петрі          | Susan C. Petri                        | «Запасні серед татар»                                                    | Spareen Among the Tartars                                                        |                        | The Magazine of Fantasy & Science Fiction             |
| 1981 | Діана Дуейн             | Diane Duane                           | «Двері до вогню»                                                         | The Door into Fire                                                               |                        | Dell Publishing                                       |
| 1981 | Роберт Столлмен         | Robert Stallman                       | «Сирота»                                                                 | The Orphan                                                                       |                        | Pocket Books                                          |
| 1981 | Кевін Крістенсен        | Kevin Christensen                     | «Дракон у людині»                                                        | A Dragon in the Man                                                              |                        | Ace Books                                             |
| 1982 | Алексіс А. Джилліленд*  | Alexis A. Gilliland                   | «Революція на Росинанті», «Довгий постріл на Росинанті»                  | The Revolution from Rosinante, Long Shot for Rosinante                           |                        | Del Rey / Ballantine                                  |
| 1982 | Роберт Столлмен         | Robert Stallman                       | «Сирота»                                                                 | The Orphan                                                                       |                        | Pocket Books                                          |
| 1982 | Дейвід Брін             | David Brin                            | «Сонячний пірнальник»                                                    | Sundiver                                                                         |                        | Bantam Books                                          |
| 1982 | Пол О. Вільямс          | Paul O. Williams                      | «Руйнування північної стіни», «Кінець кільця»                            | The Breaking of Northwall, The Ends of the Circle                                |                        | -                                                     |
| 1982 | Майкл Свонвік           | Michael Swanwick                      | «Свято Святої Дженіс», «Ginungagap»                                      | The Feast of St Janis, Ginungagap                                                |                        | -                                                     |
| 1983 | Пол О. Вільямс*         | Paul O. Williams                      | «Руйнування північної сті sixи», «Кінець циклу»                          | The Breaking of Northwall, The Ends of the Circle                                |                        | Del Rey / Ballantine                                  |
| 1983 | Лайза Ґолдштайн         | Lisa Goldstein                        | «Червоний маг»                                                           | The Red Magician                                                                 |                        | Timescape / Pocket Books                              |
| 1983 | Девід Р. Палмер         | David R. Palmer                       | «Виникнення»                                                             | Emergence                                                                        |                        | Bantam Books                                          |
| 1983 | Джозеф Ділейні          | Joseph Delaney                        | «Дітище»                                                                 | Brainchild                                                                       |                        | -                                                     |
| 1983 | Сандра Мізель           | Sandra Miesel                         | «Вершник снів»                                                           | Dreamrider                                                                       |                        | -                                                     |
| 1983 | Воррен Норвуд           | Warren Norwood                        | «Образ голосу»                                                           | An Image of Voices                                                               |                        | -                                                     |
| 1984 | Роберта Мак-Евой*       | Roberta MacAvoy                       | «Чай з чорним драконом»                                                  | Tea with the Black Dragon                                                        |                        | Bantam Books                                          |
| 1984 | Джозеф Ділейні          | Joseph Delaney                        | «Дітище», «Перед обличчям моїх ворогів»                                  | Brainchild, In the Face of My Enemy                                              |                        | -                                                     |
| 1984 | Лайза Голдштейн         | Lisa Goldstein                        | «Червоний маг»                                                           | The Red Magician                                                                 |                        | Timescape / Pocket Books                              |
| 1984 | Воррен Норвуд           | Warren Norwood                        | «Образ голосу», «Згинання Вопу»                                          | An Image of Voices, Flexing the Warp                                             |                        | -                                                     |
| 1984 | Шері С. Теппер          | Sheri S. Tepper                       | «Четвірка для короля»                                                    | The True Game: King's Blood Four                                                 |                        | -                                                     |
| 1984 | Джоель Розенберґ        | Joel Rosenberg                        | «Сплячий дракон»                                                         | The Sleeping Dragon                                                              |                        | -                                                     |
| 1985 | Луціус Шепард*          | Lucius Shepard                        | «Тейлорсвільська реконструкція»                                          | The Taylorsville Reconstruction                                                  |                        | Doubleday                                             |
| 1985 | Мелісса Скотт           | Melissa Scott                         | «Гра за межами»                                                          | The Game Beyond                                                                  |                        | -                                                     |
| 1985 | Джеффрі А. Лендіс       | Geoffrey A. Landis                    | «Елементний»                                                             | Elemental                                                                        |                        | -                                                     |
| 1985 | Елісса Мальгольм        | Elissa Malcohm                        | «Лазур»                                                                  | Lazuli                                                                           |                        | Baen Books                                            |
| 1985 | Бредлі Дентон           | Bradley Denton                        | «Музика сфер»                                                            | Music of the Spheres                                                             |                        | -                                                     |
| 1985 | Єн Макдональд           | Ian McDonald                          | «Острів мертвих»                                                         | The Islands of the Dead                                                          |                        | -                                                     |
| 1986 | Мелісса Скотт*          | Melissa Scott                         | «Гра за межами»                                                          | The Game Beyond                                                                  |                        | Baen Books                                            |
| 1986 | Гай Геврієл Кей         | Guy Gavriel Kay                       | «Літнє дерево»                                                           | The Summer Tree                                                                  |                        | -                                                     |
| 1986 | Карл Саган              | Carl Sagan                            | «Контакт»                                                                | Contact                                                                          |                        | Simon & Schuster                                      |
| 1986 | Карен Джой Фаулер       | Karen Joy Fowler                      | «Згадка Попелюшки»                                                       | Recalling Cinderella                                                             |                        | -                                                     |
| 1986 | Тед Вільямс             | Tad Williams                          | «Пісня Тейлхазера»                                                       | Tailchaser's Song                                                                |                        | -                                                     |
| 1986 | Дейвід Зінделл          | David Zindell                         | «Шанідар»                                                                | Shanidar                                                                         |                        | -                                                     |
| 1987 | Карен Джой Фаулер*      | Karen Joy Fowler                      | «Згадка Попелюшки», «Номінал»                                            | Recalling Cinderella, Face Value                                                 |                        | Bantam Spectra; Mercury Press                         |
| 1987 | Лоїс Макмастер Буджолд  | Lois McMaster Bujold                  | «Бартер», «Уламки честі»                                                 | Barter, Shards of Honor                                                          |                        | -                                                     |
| 1987 | Катаріна Еліска Кімбріл | Katarina Eliska Kimbriel              | «Хамовий вогонь»                                                         | Fire Sanctuary                                                                   |                        | -                                                     |
| 1987 | Ребекка Ор              | Rebecca Ore                           | «Метальна зброя і дикі інопланетні води»                                 | Projectile Weapons and Wild Alien Water                                          |                        | -                                                     |
| 1987 | Лео Франковськи         | Leo Frankowski                        | «Інженер часу хреста»                                                    | The Cross-Time Engineer                                                          |                        | -                                                     |
| 1987 | Роберт Рід              | Robert Reed                           | «Mudpuppies»                                                             | Mudpuppies                                                                       |                        | -                                                     |
| 1988 | Джудіт Моффетт*         | Judith Moffett                        | «Ті, що вижили», «Пентерра»                                              | Surviving, Pennterra                                                             |                        | Mercury Press; Congdon & Weed (Isaac Asimov Presents) |
| 1988 | Ребекка Ор              | Rebecca Ore                           | «Метальна зброя і дикі іншопланетні води»                                | Projectile Weapons and Wild Alien Water                                          |                        | -                                                     |
| 1988 | Марта Соукап            | Martha Soukup                         | «Генеральна репетиція»                                                   | Dress Rehearsal                                                                  |                        | -                                                     |
| 1988 | К. С. Фрідман           | C. S. Friedman                        | «Народжені в завоюваннях»                                                | In Conquest Born                                                                 |                        | -                                                     |
| 1988 | Лорен Дж. Мак-Ґреґор    | Lauren J. MacGregor                   | «Мережа»                                                                 | The Net                                                                          |                        | -                                                     |
| 1989 | Мікаела Росснер*        | Michaela Roessner                     | «Жінка, що полюбляла гуляти»                                             | Walkabout Woman                                                                  |                        | Bantam Spectra                                        |
| 1989 | Делія Шерман            | Delia Sherman                         | «Крізь зухвале дзеркало»                                                 | Through a Brazen Mirror                                                          |                        | -                                                     |
| 1989 | Крістофер Гінц          | Christopher Hinz                      | «Льєж-вбивця»                                                            | Liege-Killer                                                                     |                        | -                                                     |
| 1989 | Крістін Кетрін Раш      | Kristine Kathryn Rusch                | «Співати»                                                                | Sing                                                                             |                        | -                                                     |
| 1989 | Мелані Рон              | Melanie Rawn                          | «Драконячий принц»                                                       | Dragon Prince                                                                    |                        | -                                                     |
| 1989 | П. Дж. Біс              | P. J. Beese                           | «Гвардієць»                                                              | The Guardsman                                                                    |                        | Pageant Books                                         |
| 1989 | Тод Камерон Гемільтон   | Tod Cameron Hamilton                  | «Гвардієць»                                                              | The Guardsman                                                                    |                        | Pageant Books                                         |
| 1989 | Вільям Сендерс          | William Sanders                       | «Подорож до Фусангу»                                                     | Journey to Fusang                                                                |                        | Questar                                               |
| 1990 | Крістін Кетрін Раш*     | Kristine Kathryn Rusch                | Співати                                                                  | Sing                                                                             | —                      | Analog                                                |
| 1990 | Аллен Стіл              | Allen Steele                          | Пряма трансляція з готелю «Марс», Занепад орбіти                         | Live from the Mars Hotel, Orbital Decay                                          | —                      | Bantam Books                                          |
| 1990 | Несі А. Коллінз         | Nancy A. Collins                      | Сонячні окуляри в темряві                                                | Sunglasses After Dark                                                            | —                      | Bantam Books                                          |
| 1990 | Джон Г. Крамер          | John G. Cramer                        | Твістор                                                                  | Twistor                                                                          | —                      | William Morrow and Company                            |
| 1990 | Кетрін Невілл           | Katherine Neville                     | Вісім                                                                    | The Eight                                                                        | —                      | Ballantine Books                                      |
| 1991 | Джулія Еклар*           | Julia Ecklar                          | Музична скринька, Кобаясі Мару (роман)                                   | The Music Box, The Kobayashi Maru                                                | —                      | Pocket Books                                          |
| 1991 | Несі А. Коллінз         | Nancy A. Collins                      | Сонячні окуляри в темряві                                                | Sunglasses After Dark                                                            | —                      | Bantam Books                                          |
| 1991 | Джон Г. Крамер          | John G. Cramer                        | Твістор                                                                  | Twistor                                                                          | —                      | William Morrow and Company                            |
| 1991 | Майкл Кандел            | Michael Kandel                        | Дивне вторгнення, Між драконами                                          | Strange Invasion, In Between Dragons                                             | —                      | —                                                     |
| 1991 | Скотт Капп              | Scott Cupp                            | Тринадцять днів слави                                                    | Thirteen Days of Glory                                                           | —                      | —                                                     |
| 1992 | Тед Чан*                | Ted Chiang                            | Вавилонська вежа, Зрозумів                                               | Tower of Babylon, Understand                                                     | —                      | Omni                                                  |
| 1992 | Лаура Резник            | Laura Resnick                         | Немає місця для єдинорога                                                | No Room for the Unicorn                                                          | —                      | —                                                     |
| 1992 | Барбара Деляпляс        | Barbara Delaplace                     | Крила                                                                    | Wings                                                                            | —                      | —                                                     |
| 1992 | Мішель Сагара           | Michelle Sagara                       | У темних землях                                                          | Into the Dark Lands                                                              | —                      | Del Rey Books                                         |
| 1992 | Грір Гілман             | Greer Gilman                          | Місячна мудрість                                                         | Moonwise                                                                         | —                      | Roc Books                                             |
| 1993 | Лаура Резник*           | Laura Resnick                         | Немає місця для єдинорога                                                | No Room for the Unicorn                                                          | —                      | —                                                     |
| 1993 | Ніколас ді Чаріо        | Nicholas DiChario                     | Зимова ягода                                                             | The Winterberry                                                                  | —                      | —                                                     |
| 1993 | Барбара Деляпляс        | Barbara Delaplace                     | Крила                                                                    | Wings                                                                            | —                      | —                                                     |
| 1993 | Мішель Сагара           | Michelle Sagara                       | У темних землях                                                          | Into the Dark Lands                                                              | —                      | Del Rey Books                                         |
| 1993 | Голлі Лайл              | Holly Lisle                           | Багаття в тумані                                                         | Fire in the Mist                                                                 | —                      | Baen Books                                            |
| 1993 | Керрі Річерсон          | Carrie Richerson                      | Апофеоз                                                                  | Apotheosis                                                                       | —                      | —                                                     |
| 1994 | Емі Томсон*             | Amy Thomson                           | Віртуальна дівчина                                                       | Virtual Girl                                                                     | —                      | Ace Books                                             |
| 1994 | Голлі Лайл              | Holly Lisle                           | Багаття в тумані                                                         | Fire in the Mist                                                                 | —                      | Baen Books                                            |
| 1994 | Керрі Річерсон          | Carrie Richerson                      | Апофеоз                                                                  | Apotheosis                                                                       | —                      | —                                                     |
| 1994 | Елізабет Віллі          | Elizabeth Willey                      | Дуже привілейована людина                                                | The Well-Favored Man                                                             | —                      | Tor Books                                             |
| 1994 | Джек Німершейм          | Jack Nimersheim                       | Бесіди біля каміна                                                       | A Fireside Chat                                                                  | —                      | —                                                     |
| 1995 | Джефф Нун*              | Jeff Noon                             | Вірт                                                                     | Vurt                                                                             | —                      | Crown Publishers                                      |
| 1995 | Фелісті Севідж          | Felicity Savage                       | Прах Мінетте                                                             | Ash Minette                                                                      | —                      | —                                                     |
| 1995 | Лінда Дж. Данн          | Linda J. Dunn                         | Суперництво                                                              | Sibling Rivalry                                                                  | —                      | —                                                     |
| 1995 | Девід Фейнтух           | David Feintuch                        | Надія мічмана                                                            | Midshipman's Hope                                                                | —                      | Warner Books                                          |
| 1995 | Даніель Маркус          | Daniel Marcus                         | Серце розплавленого каменю                                               | Heart of Molten Stone                                                            | —                      | —                                                     |
| 1996 | Дейвід Фейнтач*         | David Feintuch                        | Надія мічмана, Надія челенджера                                          | Midshipman's Hope, Challenger's Hope                                             | —                      | Warner Books                                          |
| 1996 | Фелісті Севідж          | Felicity Savage                       | Прах Мінетте                                                             | Ash Minette                                                                      | —                      | —                                                     |
| 1996 | Майкл Берштайн          | Michael Burstein                      | Відсутність телека                                                       | TeleAbsence                                                                      | —                      | Analog                                                |
| 1996 | Шерон Шинн              | Sharon Shinn                          | Дружина перевертня                                                       | The Shape-Changer's Wife                                                         | —                      | Ace Books                                             |
| 1996 | Тріша Салліван          | Tricia Sullivan                       | Лесі                                                                     | Lethe                                                                            | —                      | Bantam Books                                          |
| 1997 | Майкл Берштайн          | Michael Burstein                      | Відсутність телека                                                       | TeleAbsence                                                                      | —                      | Analog                                                |
| 1997 | Шерон Шинн              | Sharon Shinn                          | Дружина перевертня                                                       | The Shape-Changer's Wife                                                         | —                      | Ace Books                                             |
| 1997 | Річард Графіклі         | Richard Garfinkle                     | Небесні справи                                                           | Celestial Matters                                                                | —                      | Tor Books                                             |
| 1997 | Рафаель Картер          | Raphael Carter                        | Вдале падіння                                                            | The Fortunate Fall                                                               | —                      | Tor Books                                             |
| 1997 | Катя Рейменн            | Katya Reimann                         | Вітер з чужого неба                                                      | Wind From a Foreign Sky                                                          | —                      | Tor Books                                             |
| 1998 | Мері Доріа Расселл*     | Mary Doria Russell                    | Горобець                                                                 | The Sparrow                                                                      | —                      | Villard Books                                         |
| 1998 | Сюзан Р. Метьюз         | Susan R. Matthews                     | Обмін заручниками                                                        | An Exchange of Hostages                                                          | —                      | Avon Books                                            |
| 1998 | Енді Данкан             | Andy Duncan                           | Белузехатчі                                                              | Beluthahatchie                                                                   | —                      | Asimov's Science Fiction                              |
| 1998 | Річард Графіклі         | Richard Garfinkle                     | Небесні справи                                                           | Celestial Matters                                                                | —                      | Tor Books                                             |
| 1998 | Рафаель Картер          | Raphael Carter                        | Вдале падіння                                                            | The Fortunate Fall                                                               | —                      | Tor Books                                             |
| 1999 | Нало Гопкінсон*         | Nalo Hopkinson                        | Коричнева дівчина у кільці                                               | Brown Girl in the Ring                                                           | —                      | Warner Books                                          |
| 1999 | Кейдж Бейкер            | Kage Baker                            | В едемському саду                                                        | In the Garden of Iden                                                            | —                      | Harcourt Brace                                        |
| 1999 | Джулі Чернеда           | Julie E. Czerneda                     | Перший контакт                                                           | First Contact                                                                    | —                      | —                                                     |
| 1999 | Сюзан Р. Метьюз         | Susan R. Matthews                     | Обмін заручниками                                                        | An Exchange of Hostages                                                          | —                      | Avon Books                                            |
| 1999 | Джеймс ван Пелт         | James Van Pelt                        | Великий                                                                  | The Big One                                                                      | —                      | —                                                     |
| 2000 | Корі Докторов*          | Cory Doctorow                         | Craphound                                                                | Craphound                                                                        | —                      | Science Fiction Age                                   |
| 2000 | Елен Кладжес            | Ellen Klages                          | Час циган                                                                | Time Gypsy                                                                       | —                      | Bantam Books                                          |
| 2000 | Шейн Тортеллотте        | Shane Tourtellotte                    | Я не знаю, та мені плювати                                               | I Don't Know and I Don't Care                                                    | —                      | Analog Science Fiction                                |
| 2000 | Крістін Сміт            | Kristine Smith                        | Кодекс поведінки                                                         | Code of Conduct                                                                  | —                      | Eos                                                   |
| 2000 | Томас Гарлан            | Thomas Harlan                         | Тінь Арарату                                                             | The Shadow of Ararat                                                             | —                      | Tor Books                                             |
| 2001 | Крістін Сміт            | Kristine Smith                        | Кодекс поведінки                                                         | Code of Conduct                                                                  | —                      | Eos                                                   |
| 2001 | Джо Волтон              | Jo Walton                             | Королівський світ                                                        | The King's Peace                                                                 | —                      | Tor Books                                             |
| 2001 | Томас Гарлан            | Thomas Harlan                         | Тінь Арарату                                                             | The Shadow of Ararat                                                             | —                      | Tor Books                                             |
| 2001 | Дуглас Сміт             | Douglas Smith                         | Держава розладу                                                          | State of Disorder                                                                | —                      | Analog Science Fiction                                |
| 2001 | Джеймс Камбіас          | James Cambias                         | Схема захвату                                                            | A Diagram of Rapture                                                             | —                      | The Magazine of Fantasy & Science Fiction             |
| 2002 | Джо Волтон*             | Jo Walton                             | Королівський світ                                                        | The King's Peace                                                                 | —                      | Tor Books                                             |
| 2002 | Олександр Ірвін         | Alexander C. Irvine                   | Пісня Россетті                                                           | Rossetti Song                                                                    | —                      | The Magazine of Fantasy & Science Fiction             |
| 2002 | Кен Вортон              | Ken Wharton                           | Божественне Втручання                                                    | Divine Intervention                                                              | —                      | Analog Science Fiction                                |
| 2002 | Вен Спенсер             | Wen Spencer                           | Чужі вподобання                                                          | Alien Taste                                                                      | —                      | Roc Books                                             |
| 2002 | Тобіас С. Бакелл        | Tobias S. Buckell                     | Торговець рибою                                                          | Fish Merchant                                                                    | —                      | The Magazine of Fantasy & Science Fiction             |
| 2003 | Вен Спенсер*            | Wen Spencer                           | Чужі вподобання                                                          | Alien Taste                                                                      | —                      | Roc Books                                             |
| 2003 | Чарльз Коулмен Фінлі    | Charles Coleman Finlay                | Замполіт                                                                 | The Political Officer                                                            | —                      | The Magazine of Fantasy & Science Fiction             |
| 2003 | Кен Вортон              | Ken Wharton                           | Божественне Втручання                                                    | Divine Intervention                                                              | —                      | Analog Science Fiction                                |
| 2003 | Карін Ловачі            | Karin Lowachee                        | Дитина - воїн                                                            | Warchild                                                                         | —                      | Warner Books                                          |
| 2003 | Дейвід Д. Левайн        | David D. Levine                       | Нуклон                                                                   | Nucleon                                                                          | —                      | Analog Science Fiction                                |
| 2004 | Джей Лейк*              | Jay Lake                              | В садах солодкої ночі                                                    | Into the Gardens of Sweet Night                                                  | —                      | Wheatland Press                                       |
| 2004 | Дейвід Д. Левайн        | David D. Levine                       | Нуклон                                                                   | Nucleon                                                                          | —                      | Analog Science Fiction                                |
| 2004 | Карін Ловачі            | Karin Lowachee                        | Дитина - воїн                                                            | Warchild                                                                         | —                      | Warner Books                                          |
| 2004 | Тім Претт               | Tim Pratt                             | Малі боги                                                                | Little Gods                                                                      | —                      | Strange Horizons                                      |
| 2004 | Кріс Моріарті           | Chris Moriarty                        | Спіновий стан                                                            | Spin State                                                                       | —                      | Bantam Spectra                                        |
| 2005 | Елізабет Бір*           | Elizabeth Bear                        | Викована (повість)                                                       | Hammered                                                                         | —                      | Bantam Spectra                                        |
| 2005 | Стеф Свейнстон          | Steph Swainston                       | Рік нашої війни                                                          | The Year of Our War                                                              | —                      | Gollancz                                              |
| 2005 | Кірстен Бішоп           | K. J. Bishop                          | Витравлене місто                                                         | The Etched City                                                                  | —                      | Bantam Spectra                                        |
| 2005 | Кріс Роберсон           | Chris Roberson                        | Сам                                                                      | O One                                                                            | —                      | Asimov's Science Fiction                              |
| 2005 | Девід Моліс             | David Moles                           | Третя вечірка                                                            | The Third Party                                                                  | —                      | Asimov's Science Fiction                              |
| 2006 | Джон Скальці*           | John Scalzi                           | Війна старого                                                            | Old Man's War                                                                    | —                      | Tor Books                                             |
| 2006 | Кірстен Бішоп           | K. J. Bishop                          | Витравлене місто                                                         | The Etched City                                                                  | —                      | Bantam Spectra                                        |
| 2006 | Сара Монетт             | Sarah Monette                         | Мелюзіна                                                                 | Mélusine                                                                         | —                      | Ace Books                                             |
| 2006 | Кріс Роберсон           | Chris Roberson                        | Один, Тут, там і всюди                                                   | O One, Here, There & Everywhere                                                  | —                      | Asimov's Science Fiction, Pyr Books                   |
| 2006 | Брендон Сендерсон       | Brandon Sanderson                     | Елантріс                                                                 | Elantris                                                                         | —                      | Tor Books                                             |
| 2006 | Стеф Свейнстон          | Steph Swainston                       | Рік нашої війни                                                          | The Year of Our War                                                              | —                      | Gollancz                                              |
| 2007 | Наомі Новик             | Naomi Novik                           | Дракон Його Величності                                                   | His Majesty's Dragon                                                             | —                      | Del Rey Books                                         |
| 2007 | Скотт Лінч              | Scott Lynch                           | Обмани Локкі Ламори                                                      | The Lies of Locke Lamora                                                         | Лукавства Локкі Ламори | Bantam Spectra                                        |
| 2007 | Сара Монетт             | Sarah Monette                         | Мелюзіна                                                                 | Mélusine                                                                         | —                      | Ace Books                                             |
| 2007 | Брендон Сендерсон       | Brandon Sanderson                     | Елантріс, Народження туману:остання імперія                              | Elantris, Mistborn: The Final Empire                                             | —                      | Tor Books                                             |
| 2007 | Лоуренс М. Шоен         | Lawrence M. Schoen                    | Обмеження небом                                                          | The Sky's the Limit                                                              | —                      | Pocket Books The Blade Itself                         |
| 2008 | Мері Робінетт Коваль*   | Mary Robinette Kowal                  | Портрет Арі                                                              | Portrait of Ari                                                                  | —                      | The Magazine of Fantasy & Science Fiction             |
| 2008 | Скотт Лінч              | Scott Lynch                           | Обмани Локкі Ламори                                                      | The Lies of Locke Lamora                                                         | Лукавства Локкі Ламори | Bantam Spectra                                        |
| 2008 | Дейвід Луїс Едельман    | David Louis Edelman                   | Інфоквейк                                                                | Infoquake                                                                        | —                      | Solaris Books                                         |
| 2008 | Джо Аберкромбі          | Joe Abercrombie                       | Клинок сам по собі                                                       | The Blade Itself                                                                 | На лезі клинка         | Gollancz                                              |
| 2008 | Джон Амстронг           | Jon Armstrong                         | Сірий                                                                    | Grey                                                                             | —                      | Night Shade Books                                     |
| 2008 | Дейвід Ентоні Дарем     | David Anthony Durham                  | Акація: війна з Майн                                                     | Acacia: The War with the Mein                                                    | —                      | Doubleday                                             |
| 2009 | Дейвід Ентоні Дарем     | David Anthony Durham                  | Акація: війна з Майн                                                     | Acacia: The War with the Mein                                                    | —                      | Doubleday                                             |
| 2009 | Аліетте де Бодард       | Aliette de Bodard                     | Метелики, що падають на світанку                                         | Butterfly, Falling At Dawn                                                       | —                      | Interzone                                             |
| 2009 | Фелікс Ґілмен           | Felix Gilman                          | Громовержець                                                             | Thunderer                                                                        | —                      | Bantam Spectra                                        |
| 2009 | Тоні Пі                 | Tony Pi                               | Метаморфози в бурштині                                                   | Metamorphoses in Amber                                                           | —                      | Abyss & Apex                                          |
| 2009 | Ґорд Селлар             | Gord Sellar                           | Лестер Юнг та блюз супутників Юпітера                                    | Lester Young and the Jupiter's Moons' Blues                                      | —                      | Asimov's Science Fiction                              |
| 2010 | Сінен МакГвайер*        | Seanan McGuire                        | «Розмарин та Рута»                                                       | Rosemary and Rue                                                                 | —                      | Orbit Books                                           |
| 2010 | Фелікс Гілман           | Felix Gilman                          | «Громовержець»                                                           | Thunderer                                                                        | —                      | Bantam Spectra                                        |
| 2010 | Ґейл Керріґер           | Gail Carriger                         | «Бездушна»                                                               | Soulless                                                                         | —                      | Orbit Books                                           |
| 2010 | Леслі Робін             | Leslie Robin                          | «Споріднені душі»                                                        | Soulmates                                                                        | —                      | —                                                     |
| 2010 | Саладін Ахмед           | Saladin Ahmed                         | «Копита та халупа Абдель Джаміла»                                        | Hooves and the Hovel of Abdel Jameela                                            | —                      | Realms of Fantasy                                     |
| 2011 | Лев Гроссман*           | Lev Grossman                          | «Маги»                                                                   | The Magicians                                                                    | —                      | Viking Press                                          |
| 2011 | Саладін Ахмед           | Saladin Ahmed                         | «Копита та халупа Абдель Джаміла»                                        | Hooves and the Hovel of Abdel Jameela                                            | —                      | Realms of Fantasy                                     |
| 2011 | Лорен Бьюкес            | Lauren Beukes                         | «Зоосіті»                                                                | Zoo City                                                                         | —                      | Angry Robot                                           |
| 2011 | Ларрі Корея             | Larry Correia                         | «Міжнародний Мисливець на Монстрів»                                      | Monster Hunter International                                                     | —                      | Baen Books                                            |
| 2011 | Ден Веллс               | Dan Wells                             | «Я не серійний вбивця»                                                   | I Am Not a Serial Killer                                                         | —                      | Tor Books                                             |
| 2012 | Е. Лілі Ю*              | E. Lily Yu                            | «Картограф ос і анархіст бджіл»                                          | The Cartographer Wasps and the Anarchist Bees                                    | —                      | Clarkesworld Magazine                                 |
| 2012 | Мюр Лафферті            | Mur Lafferty                          | «1963: Аргумент проти Луї Пастера»                                       | 1963: The Argument Against Louis Pasteur                                         | —                      | —                                                     |
| 2012 | Стіна Лайхт             | Stina Leicht                          | «З крові і меду»                                                         | Of Blood and Honey                                                               | —                      | Night Shade Books                                     |
| 2012 | Карен Лорд              | Karen Lord                            | «Викуп у Індіго»                                                         | Redemption in Indigo                                                             | —                      | Small Beer Press                                      |
| 2012 | Бред Р. Торджерсен      | Brad R. Torgersen                     | «Промінь світла»                                                         | Ray of Light                                                                     | —                      | Analog Science Fiction                                |
| 2013 | Мюр Лафферті            | Mur Lafferty                          | «1963: Аргумент проти Луї Пастера»                                       | 1963: The Argument Against Louis Pasteur                                         | —                      | —                                                     |
| 2013 | Дзен Чо                 | Zen Cho                               | «Небезпечне життя з Джеді Йео»                                           | The Perilous Life of Jade Yeo                                                    | —                      | —                                                     |
| 2013 | Макс Ґладстоун          | Max Gladstone                         | «Три частини мертвих»                                                    | Three Parts Dead                                                                 | —                      | Tor Books                                             |
| 2013 | Стіна Лайхт             | Stina Leicht                          | «З крові і меду», «І блакитні небеса від болю»                           | Of Blood and Honey, And Blue Skies From Pain                                     | —                      | Night Shade Books                                     |
| 2013 | Чак Вендіг              | Chuck Wendig                          | «Дрозди»                                                                 | Blackbirds                                                                       | —                      | Angry Robot                                           |
| 2014 | Софія Саматар*          | Sofia Samatar                         | «Незнайомець у Оландрії»                                                 | A Stranger in Olondria                                                           | —                      | Small Beer Press                                      |
| 2014 | Веслі Чу                | Wesley Chu                            | «Життя Тао»                                                              | The Lives of Tao                                                                 | —                      | Angry Robot                                           |
| 2014 | Макс Гладстон           | Max Gladstone                         | «Три частини мертвих»                                                    | Three Parts Dead                                                                 | —                      | Tor Books                                             |
| 2014 | Рамез Наам              | Ramez Naam                            | «Нексус»                                                                 | Nexus                                                                            | —                      | Angry Robot                                           |
| 2014 | Бенджанун Срідуангкаєв  | Benjanun Sriduangkaew                 | «Змінними перебіжками від місяця»                                        | Chang'e Dashes from the Moon                                                     | —                      | —                                                     |
| 2015 | Веслі Чу                | Wesley Chu                            | «Життя Тао»                                                              | The Lives of Tao                                                                 | —                      | Angry Robot                                           |
| 2015 | Джейсон Кордова         | Jason Cordova                         | «Кайдзю Апокаліпсис»                                                     | Kaiju Apocalypse                                                                 | —                      | —                                                     |
| 2015 | Кери Інґліш             | Kary English                          | «Підсумок»                                                               | Totaled                                                                          | —                      | Galaxy's Edge                                         |
| 2015 | Рольф Нельсон           | Rolf Nelson                           | «Пробний круіз»                                                          | Shakedown Cruise                                                                 | —                      | —                                                     |
| 2015 | Ерік Стівен Реймонд     | Eric Steven Raymond                   | «Заборонений Прийом»                                                     | Sucker Punch                                                                     | —                      | —                                                     |
| 2016 | Енді Вір*               | Andy Weir                             | «Марсіянин»                                                              | The Martian                                                                      | «Марсіянин»            | Crown Publishing                                      |
| 2016 | Пірс Браун              | Pierce Brown                          | «Червоне повстання»                                                      | Red Rising                                                                       | —                      | Del Rey Books                                         |
| 2016 | Себастієн де Кастелл    | Sebastien de Castell                  | «Клинок зрадника»                                                        | Traitor's Blade                                                                  | —                      | Jo Fletcher Books                                     |
| 2016 | Браян Німаєр            | Brian Niemeier                        | «Нереальний»                                                             | Nethereal                                                                        | —                      | —                                                     |
| 2016 | Алісса Вон              | Alyssa Wong                           | «Королева Фішер», «Голодні дочки голодуючих матерів»                     | The Fisher Queen, Hungry Daughters of Starving Mothers                           | —                      | The Magazine of Fantasy & Science Fiction             |
| 2017 | Сара Гейлі              | Sarah Gailey                          | «Привиди», «У крові і бронзі»                                            | Haunted, Of Blood and Bronze                                                     | —                      | —                                                     |
| 2017 | Дж. Малруні             | J. Mulrooney                          | «Рівняння майже нескінченної складності»                                 | An Equation of Almost Infinite Complexity                                        | —                      | —                                                     |
| 2017 | Малка Олдер             | Malka Older                           | «Інфодемократія»                                                         | Infomocracy                                                                      | —                      | Tor.com                                               |
| 2017 | Ада Палмер              | Ada Palmer                            | «Дуже улюблена блискавка»                                                | Too Like the Lightning                                                           | —                      | Tor Books                                             |
| 2017 | Лорі Пенні              | Laurie Penny                          | «Все, що належить майбутньому»                                           | Everything Belongs to the Future                                                 | —                      | Tor.com                                               |
| 2017 | Келлі Робсон            | Kelly Robson                          | «Води Версаля», «Дворічний чоловік», «Три воскресіння Джессіки Черчилль» | Waters of Versailles, Two-Year Man, The Three Resurrections of Jessica Churchill | —                      | Clarkesworld Magazine, Asimov's Science Fiction       |
| 2018 | Ребекка Роунгорс*       | Rebecca Roanhorse                     | «Ласкаво просимо до вашого автентичного індійського досвіду™»            | Welcome to Your Authentic Indian Experience™                                     |                        | Apex Magazine                                         |
| 2018 | Кетрін Арден            | Katherine Arden                       | «Ведмідь і соловей»                                                      | The Bear and the Nightingale                                                     | —                      | Del Rey Books                                         |
| 2018 | Сара Кун                | Sarah Kuhn                            | «Комплекс героїні»                                                       | Heroine Complex                                                                  |                        | DAW Books                                             |
| 2018 | Жаннетт Нг              | Jeannette Ng                          | «Під маятниковим сонцем»                                                 | Under the Pendulum Sun                                                           |                        | Angry Robot                                           |
| 2018 | Віна Джі-Мін Прасад     | Vina Jie-Min Prasad                   | «Серія стейків», «Фендом для роботів»                                    | A Series of Steaks, Fandom for Robots                                            |                        | Clarkesworld Magazine, Uncanny Magazine               |
| 2018 | Ріверс Соломон          | Rivers Solomon                        | «Недоброзичливість привидів»                                             | An Unkindness of Ghosts                                                          |                        | Akashic Books                                         |
| 2019 | Жаннетт Нг*             | Jeannette Ng                          | «Під маятниковим сонцем»                                                 | Under the Pendulum Sun                                                           |                        | Angry Robot                                           |
| 2019 | Кетрін Арден            | Katherine Arden                       | «Ведмідь і соловей»                                                      | The Bear and the Nightingale                                                     |                        | Del Rey Books                                         |
| 2019 | Шеннон Чакраборті       | S. A. Chakraborty                     | «Латунне місто»                                                          | The City of Brass                                                                | «Латунне місто»        | Harper Voyager                                        |
| 2019 | Ребекка Кван            | R. F. Kuang                           | «Макова війна»                                                           | The Poppy War                                                                    |                        | Harper Voyager                                        |
| 2019 | Віна Джі-Мін Прасад     | Vina Jie-Min Prasad                   | «Серія стейків», «Фендом для роботів»                                    | A Series of Steaks, Fandom for Robots                                            |                        | Clarkesworld Magazine, Uncanny Magazine               |
| 2019 | Ріверс Соломон          | Rivers Solomon                        | «Недоброзичливість привидів»                                             | An Unkindness of Ghosts                                                          |                        | Akashic Books                                         |
| 2020 | Ребекка Кван            | R. F. Kuang                           | «Макова війна»                                                           | The Poppy War                                                                    | «Макова війна»         | Harper Voyager                                        |
| 2020 | Сем Гоук                | Sam Hawke                             | «Місто брехні»                                                           | City of Lies                                                                     |                        | Tor Books                                             |
| 2020 | Дженн Ліонс             | Jenn Lyons                            | «Гибель королів»                                                         | The Ruin of Kings                                                                |                        | Tor Books                                             |
| 2020 | Нібедіта Сен            | Nibedita Sen                          | «Як вижити на ярмарку фей: поради для новачків»                          | Advice for Your First Time at the Faerie Market                                  |                        | Fireside Magazine                                     |
| 2020 | Таша Сурі               | Tasha Suri                            | «Піщана Імперія»                                                         | Empire of Sand                                                                   |                        | Orbit Books                                           |
| 2020 | Емілі Теш               | Emily Tesh                            | «Сріблянець у лісі»                                                      | Silver in the Wood                                                               |                        | Tor.com                                               |
| 2021 | Емілі Теш*              | Emily Tesh                            | Сріблянець у лісі                                                        | Silver in the Wood                                                               | —                      | Tor.com                                               |
| 2021 | Ліндсі Елліс            | Lindsay Ellis                         | Кінець аксіоми                                                           | Axiom's End                                                                      | —                      | St. Martin's Press                                    |
| 2021 | Саймон Хіменес          | Simon Jimenez                         | Зниклі птахи                                                             | The Vanished Birds                                                               | —                      | Del Rey Books                                         |
| 2021 | Мікая Джонсон           | Micaiah Johnson                       | Простір між світами                                                      | The Space Between Worlds                                                         | —                      | Del Rey Books                                         |
| 2021 | А. К. Ларквуд           | A. K. Larkwood                        | Невимовне ім’я                                                           | The Unspoken Name                                                                | —                      | Tor Books                                             |
| 2021 | Дженн Ліонс             | Jenn Lyons                            | Руїна королів                                                            | The Ruin of Kings                                                                | —                      | Tor Books                                             |
| 2022 | Шеллі Паркер-Чан*       | Shelley Parker-Chan                   | Та, що стала сонцем                                                      | She Who Became the Sun                                                           | —                      | Tor Books                                             |
| 2022 | Трейсі Деонн            | Tracy Deonn                           | Легендонароджена                                                         | Legendborn                                                                       | —                      | Margaret K. McElderry Books                           |
| 2022 | Мікая Джонсон           | Micaiah Johnson                       | Простір між світами                                                      | The Space Between Worlds                                                         | —                      | Del Rey Books                                         |
| 2022 | А. К. Ларквуд           | A. K. Larkwood                        | Невимовне ім’я                                                           | The Unspoken Name                                                                | —                      | Tor Books                                             |
| 2022 | Еверина Максвелл        | Everina Maxwell                       | Зимова орбіта                                                            | Winter's Orbit                                                                   | —                      | Tor Books                                             |
| 2022 | Сіжань Джей Чжао        | Xiran Jay Zhao                        | Залізна вдова                                                            | Iron Widow                                                                       | —                      | Penguin Teen                                          |
| 2023 | Тревіс Болдрі*          | Travis Baldree                        | Легенди і латте                                                          | Legends & Lattes                                                                 | —                      | Tor Books                                             |
| 2023 | Насім Джамнія           | Naseem Jamnia                         | Синці Кілви                                                              | The Bruising of Qilwa                                                            | —                      | Tachyon Publications                                  |
| 2023 | Ізабель Дж. Кім         | Isabel J. Kim                         | Крістофер Міллс, повернення до відправника                               | Christopher Mills, Return to Sender                                              | —                      | Strange Horizons                                      |
| 2023 | Майцзя Лю               | Maijia Liu                            | Приходить повільно                                                       | Comes Slowly                                                                     | —                      | —                                                     |
| 2023 | Еверина Максвелл        | Everina Maxwell                       | Ехо океану                                                               | Ocean's Echo                                                                     | —                      | Tor Books                                             |
| 2023 | Вейму Сінь              | Weimu Xin                             | —                                                                        | —                                                                                | —                      | —                                                     |
| 2024 | Сіжань Джей Чжао*       | Xiran Jay Zhao                        | Залізна вдова                                                            | Iron Widow                                                                       | Залізна вдова          | Penguin Teen                                          |
| 2024 | Моніквілл Блекгус       | Moniquill Blackgoose                  | Форма дихання дракона                                                    | To Shape a Dragon's Breath                                                       | —                      | Del Rey Books                                         |
| 2024 | Суньї Дін               | Sunyi Dean                            | Пожирачі книг                                                            | The Book Eaters                                                                  | —                      | Tor Books                                             |
| 2024 | Ай Цзян                 | Ai Jiang                              | Я — ШІ                                                                   | I AM AI                                                                          | —                      | Shortwave Publishing                                  |
| 2024 | Ханна Канер             | Hannah Kaner                          | Богоборець                                                               | Godkiller                                                                        | —                      | Harper Voyager                                        |
| 2024 | Ем С. Лю                | Em X. Liu                             | Смерть, яку я йому дав                                                   | The Death I Gave Him                                                             | —                      | Solaris Books                                         |
| 2025 | Моніквілл Блекгус       | Moniquill Blackgoose                  | Форма дихання дракона                                                    | To Shape a Dragon's Breath                                                       | —                      | Del Rey Books                                         |
| 2025 | Бетані Джейкобс         | Bethany Jacobs                        | Ці палаючі зірки                                                         | These Burning Stars                                                              | —                      | Orbit Books                                           |
| 2025 | Ханна Канер             | Hannah Kaner                          | Богоборець                                                               | Godkiller                                                                        | —                      | Harper Voyager                                        |
| 2025 | Анджела Лю              | Angela Liu                            | Ніколи не прокидайся                                                     | Never Wake                                                                       | —                      | —                                                     |
| 2025 | Джаред Пехачек          | Jared Pechaček                        | Західний прохід                                                          | The West Passage                                                                 | —                      | Tordotcom                                             |
| 2025 | Тія Таширо              | Tia Tashiro                           | Міраж у подвійному баченні                                               | Mirage in Double Vision                                                          | —                      | —                                                     |